# فرقة التصدي للطوارئ المعلوماتية
فرقة التصدي للطوارئ المعلوماتية أو فريق الاستجابة لطوارئ الحاسوب أو فريق الاستعداد لطوارئ الحاسوب أو فريق الاستجابة لحوادث أمن الحاسوب، أو فريق الاستجابة لحوادث الأمن السيبراني هي مجموعة مُخصصة للتعامل مع الحوادث المتعلقة بأمن الحاسوب.

## لمحة تاريخية
ظهرت فرقة التصدي للطوارئ المعلوماتية لأول مرة في عام 1988 عندما شكّلها مركز تنسيق فرقة التصدي للطوارئ المعلوماتية التابع لمعهد هندسة البرمجيات بجامعة كارنيجي ميلون، وهو مركز بحث وتطوير غير ربحي ممول اتحاديًا في الولايات المتحدة. الأمريكية. سجلت جامعة كارنيجي ميلون مصطلح فرقة التصدي للطوارئ المعلوماتية كعلامة تجارية وخدمية خاصة بها في العديد من دول العالم، كما شجعت على استخدام مصطلح «فرق التصدي للطوارئ المعلوماتية» كمصطلح عام للتعامل مع الحوادث التي تتعلق بأمن الحاسوب، كما تُرخص جامعة كارنيجي ميلون علامتها التجارية لمختلف المؤسسات التي تقوم بأنشطة وممارسات بهدف التصدي لطوارئ الحاسوب.
ارتبط تاريخ فرقة التصدي للطوارئ المعلوماتية بتاريخ ظهور البرمجيات الخبيثة، ولاسيما ديدان الحاسوب والفيروسات الحاسوبية. فعادة ما تبدأ أنشطة إساءة الاستخدام على الفور بمجرد ظهور أي تقنية جديدة. فعلى سبيل المثال، اكتُشفت أول دودة حاسوبية في شبكة آي بي إم في نت.، وبعد ذلك بوقت قصير، أصاب ما يُعرف بدودة موريس شبكة الإنترنت في ٣ نوفمبر (تشرين الثاني) ١٩٨٨، وتمكنت من شلّ حركة مرور الإنترنت بنسبة كبيرة. أدى ذلك إلى تشكيل أول فرقة للتصدي للطوارئ المعلوماتية في جامعة كارنيجي ميلون بموجب عقد أبرمته الجامعة مع الحكومة الأمريكية. ومع النمو الهائل في استخدام تقنيات المعلومات والاتصالات على مدى السنوات اللاحقة، أصبحت فرق التصدي للطوارئ المعلوماتية تُشكّل جزءًا أساسيًا من هياكل معظم المؤسسات الكبيرة. وكثيرا ما تتطور فرقة التصدي للطوارئ المعلوماتية في العديد من المؤسسات لتصبح مركزًا لعمليات أمن المعلومات.

## فرق التصدي للطوارئ المعلوماتية المنتشرة حول العالم
| الشعار | المنظمة                                    | الوصف | الحجم                                      | عضوية منتدى فرق التصدي للطوارئ والأمن المعلوماتي |
| ------ | ------------------------------------------ | --- | ------------------------------------------ | ------------------------------------------------ |
|        | منتدى فرق التصدي للطوارئ والأمن المعلوماتي | يمثل منتدى فرق التصدي للطوارئ ووالأمن المعلوماتي الرابطة العالمية لفرق التصدي للطوارئ المعلوماتية.                                                           | يضم عضوية 605 منظمة                        |                                                  |
|        | مركز تبادل الحزم                           | منظمة دولية تأسست عام 1994، وهي مسؤولة عن توفير الدعم التشغيلي والأمن للبنية التحتية الحيوية للإنترنت، بما في ذلك نقاط تبادل الإنترنت ونواة نظام اسم النطاق. | تضم 18 فرقة موزعين على 106 دولة حول العالم | نعم                                              |

## الفرق الوطنية والاقتصادية
| الدولة                   | الفرق                                                       | الوصف | عدد الموظفين | عضوية منتدى فرق التصدي للطوارئ والأمن المعلوماتي |
| ------------------------ | ----------------------------------------------------------- | --- | ------------ | ------------------------------------------------ |
| الجزائر                  | مركز أبحاث العلوم وتقانة المعلومات                          | |              |                                                  |
| أرمينيا                  | فرقة التصدي للطوارئ المعلوماتية الأرمينية                   | فرقة التصدي للطوارئ المعلوماتية في أرمينيا |              | نعم                                              |
| أستراليا                 | فرقة التصدي للطوارئ المعلوماتية                             | فرقة التصدي للطوارئ المعلوماتية في أستراليا ومنطقة آسيا والمحيط الهادي |              | نعم                                              |
| أستراليا                 | المركز الاسترالي للأمن السيبراني                            | أنشأت الحكومة الفيدرالية الأسترالية فرقة التصدي للطوارئ المعلوماتية عام 2010، وفي عام 2018 أصبحت جزءا من المركز الأسترالي للأمن السيبراني، والذي أصبح بدوره جزءًا من مديرية الإشارات الأسترالية |              | نعم                                              |
| النمسا                   | فرقة التصدي للطوارئ المعلوماتية النمساوية                   | فرقة التصدي للطوارئ المعلوماتية الوطنية في النمسا، وهي مؤسسة تابعة لسجل النطاق النمساوي | 9 موظفين     | نعم                                              |
| النمسا                   | فرقة تصدي الحكومة النمساوية للطوارئ المعلوماتية             | فرقة تصدي للطوارئ المعلوماتية في النمسا تعمل بالشراكة ما بين القطاعين العام والخاص وتحت إشراف المستشارية النمساوية |              | نعم                                              |
| النمسا                   | فرقة التصدي للطوارئ المعلوماتية بهيئة الطاقة النمساوية      | تعمل بالتعاون ما بين فرقة التصدي للطوارئ المعلوماتية النمساوية وقطاع الطاقة التابع لقطاع الغاز والطاقة النمساوي |              | نعم                                              |
| النمسا                   | فرقة تصدي الشبكة الوطنية للبحث والتعليم للطوارئ المعلوماتية | فرقة التصدي للطوارئ المعلوماتية التابعة للشبكة الوطنية النمساوية للبحث والتعليم |              | نعم                                              |
| أذربيجان                 | فرقة التصدي الحكومية الأذربيجانية للطوارئ المعلوماتية       | فرقة التصدي للطوارئ المعلوماتية التابعة للحكومة الأذربيجانية |              | نعم                                              |
| بنغلاديش                 | فرقة التصدي الحكومية البنغلاديشية للطوارئ المعلوماتية       | فرقة التصدي للطوارئ المعلوماتية التابعة لحكومة بنغلاديش |              | نعم                                              |
| بلجيكا                   | فرقة التصدي البلجيكية للطوارئ المعلوماتية                   | مركز للأمن السيبراني في بلجيكا |              | نعم                                              |
| بوليفيا                  | فرقة التصدي الوطنية البوليفية للطوارئ المعلوماتية           | فرقة التصدي للطوارئ المعلوماتية في بوليفيا | 8 موظفين     |                                                  |
| البرازيل                 | فرقة التصدي الوطنية البرازيلية للطوارئ المعلوماتية          | فرقة التصدي للطوارئ المعلوماتية في البرازيل |              | نعم                                              |
| كندا                     | المركز الكندي للأمن السيبراني                               | تولى مهام فرقة التصدي الوطنية الكندية للطوارئ المعلوماتية بعد نقلها من وزارة السلامة العامة الكندية في أكتوبر 2018 |              | نعم                                              |
| الصين                    | مركز تنسيق فرقة التصدي للطوارئ المعلوماتية الصينية          | تأسست في سبتمبر 2002 | 40 موظف      | نعم                                              |
| كولومبيا                 | فرقة التصدي للطوارئ المعلوماتية الكولومبية                  | فرقة التصدي للطوارئ المعلوماتية في كولومبيا |              |                                                  |
| كرواتيا                  | فرقة التصدي للطوارئ المعلوماتية الكرواتية                   | |              | نعم                                              |
| جمهورية التشيك           | فرقة تصدي جمهورية التشيك للطوارئ المعلوماتية                | |              | نعم                                              |
| الدنمارك                 | فرقة تصدي الدنمارك للطوارئ المعلوماتية                      | فرقة التصدي للطوارئ المعلوماتية في الدنمارك |              | نعم                                              |
| الدنمارك                 | المركز الفيدرالي الدنماركي للأمن السيبراني                  | مركز للأمن السيبراني |              | نعم                                              |
| الإكوادور                | فرقة تصدي الإكوادور للطوارئ المعلوماتية                     | فرقة التصدي للطوارئ المعلوماتية في الإكوادور |              | نعم                                              |
| مصر                      | فرقة تصدي مصر للطوارئ المعلوماتية                           | تعمل كمركز ثقة لخدمات الأمن السيبراني في مصر |              | نعم                                              |
| إستونيا                  | فرقة التصدي الإستونية للطوارئ المعلوماتية                   | فرقة التصدي للطوارئ المعلوماتية التابعة للحكومة الإستونية |              | نعم                                              |
| الاتحاد الأوروبي         | فرقة التصدي الأوروبية للطوارئ المعلوماتية                   | فرقة التصدي للطوارئ المعلوماتية للمؤسسات والوكالات والهيئات التابعة للاتحاد الأوروبي |              | نعم                                              |
| الاتحاد الأوروبي         | فرقة تصدي إدارة الحركة الجوية الأوروبية للطوارئ المعلوماتية | فرقة التصدي للطوارئ المعلوماتية التابعة لإدارة الحركة الجوية الأوروبية |              |                                                  |
| فنلندا                   | المركز الوطني الفنلدني للأمن السيبراني                      | المركز الوطني للأمن السيبراني في فنلندا |              | نعم                                              |
| فرنسا                    | فرقة التصدي الفرنسية للطوارئ المعلوماتية                    | |              | نعم                                              |
| ألمانيا                  | فرقة التصدي الألمانية للطوارئ المعلوماتية                   | |              | نعم                                              |
| غانا                     | فرقة التصدي الوطنية الغانية للطوارئ المعلوماتية             | فرقة التصدي للطوارئ المعلوماتية التابعة للهيئة الوطنية للاتصالات والمركز الوطني للأمن السيبراني في غانا. |              |                                                  |
| هونغ كونغ                | فرقة تصدي هونغ كونغ للطوارئ المعلوماتية                     | مركز تنسيق فرقة التصدي للطوارئ المعلوماتية في هونغ كونغ |              | نعم                                              |
| أيسلندا                  | فرقة تصدي أيسلندا للطوارئ المعلوماتية                       | فرقة التصدي للطوارئ المعلوماتية التابعة لإدارة البريد والاتصالات في آيسلندا |              | نعم                                              |
| الهند                    | فرقة التصدي الهندية للطوارئ المعلوماتية                     | فرقة التصدي للطوارئ المعلوماتية في الهند |              | نعم                                              |
| إندونيسيا                | فرقة التصدي الإندونيسية للطوارئ المعلوماتية                 | تأسست فرقة التصدي الإندونيسية للطوارئ المعلوماتية جزء من مركز تنسيق البنية التحتية للإنترنت في عام 2007. |              | نعم                                              |
| إيران                    | فرقة التصدي الوطنية الإيرانية للطوارئ المعلوماتية           | جزء من مركز ماهر الوطني الإيراني للأمن السيبراني |              |                                                  |
| إسرائيل                  | فرقة التصدي الإسرائيلية للطوارئ المعلوماتية                 | فرقة التصدي للطوارئ المعلوماتية في إسرائيل، وهي جزء من المديرية الوطنية السيبرانية الإسرائيلية |              | نعم                                              |
| إيطاليا                  | فرقة التصدي الإيطالية للطوارئ المعلوماتية                   | جزء من الوكالة الوطنية الإيطالية للأمن السيبراني |              |                                                  |
| اليابان                  | مركز تنسيق فرقة التصدي اليابانية للطوارئ المعلوماتية        | |              | نعم                                              |
| اليابان                  | فرقة إيبا للتصدي للطوارئ المعلوماتية                        | |              | نعم                                              |
| جيرسي                    | فرقة التصدي الجيرسية للطوارئ المعلوماتية                    | فرقة للتصدي للطوارئ المعلوماتية تأسست في جيرسي عام 2021 |              |                                                  |
| كازاخستان                | فرقة التصدي الكازاخستانية للطوارئ المعلوماتية               | فرقة التصدي الوطنية للطوارئ المعلوماتية في كازاخستان |              | نعم                                              |
| قيرغيزستان               | فرقة التصدي القيرغيزية للطوارئ المعلوماتية                  | |              |                                                  |
| لاوس                     | فرقة التصدي اللاوسية للطوارئ المعلوماتية                    | فرقة التصدي للطوارئ المعلوماتية في لاوس |              |                                                  |
| لاتفيا                   | فرقة التصدي اللاتفية للطوارئ المعلوماتية                    | تابعة لمؤسسة الأمن السيبراني التقني والمعلوماتي في لاتفيا |              | نعم                                              |
| ليتوانيا                 | فرقة التصدي الليتونانية للطوارئ المعلوماتية                 | أول فرقة خاصة للتصدي للطوارئ المعلوماتية في ليتوانيا |              | نعم                                              |
| لوكسمبورغ                | فرقة التصدي اللوكسمبورغية للطوارئ المعلوماتية               | تابعة للقطاع الخاص والبلديات والكيانات غير الحكومية في لوكسمبورغ |              | نعم                                              |
| ماكاو                    | فرقة التصدي الماكاوية للطوارئ المعلوماتية                   | |              |                                                  |
| ماليزيا                  | فرقة التصدي الماليزية للطوارئ المعلوماتية                   | تأسست فرقة التصدي للطوارئ المعلوماتية في ماليزيا عام 1997، وهي الآن جزء من هيئة الأمن السيبراني الماليزية |              | نعم                                              |
| المكسيك                  | فرقة تصدي المكسيك للطوارئ المعلوماتية                       | مركز خبراء التصدي للطوارئ المعلوماتية، وهو جزء من القسم العلمي التابع للشرطة الفيدرالية المكسيكية |              | نعم                                              |
| مولدوفا                  | فرقة التصدي الحكومية المولدوفية للطوارئ المعلوماتية         | مركز التصدي للطوارئ المعلوماتية التابع لحكومة مولدوفا |              | نعم                                              |
| منغوليا                  | مركز تنسيق فرقة التصدي المنغولية للطوارئ المعلوماتية        | تأسس مركز تنسيق فرقة التصدي للطوارئ المعلوماتية في منغوليا عام 2014 |              | نعم                                              |
| المغرب                   | فرقة التصدي المغربية للطوارئ المعلوماتية                    | |              | نعم                                              |
| هولندا                   | المركز الوطني الهولندي للأمن السيبراني                      | |              |                                                  |
| هولندا                   | فرقة التصدي الهولندية للطوارئ المعلوماتية                   | فرقة التصدي للطوارئ المعلوماتية التابعة لشبكة التربية والأبحاث الهولندية |              | نعم                                              |
| نيوزيلندا                | فرقة التصدي النيوزيلندية للطوارئ المعلوماتية                | |              | نعم                                              |
| نيجيريا                  | فرقة التصدي النيجيرية للطوارئ المعلوماتية                   | |              | نعم                                              |
| النرويج                  | فرقة التصدي النرويجية للطوارئ المعلوماتية                   | مركز الأمن السيبراني وفرقة التصدي الوطنية النرويجية للطوارئ المعلوماتية، وهي جزء من هيئة الأمن الوطني في النرويج |              | نعم                                              |
| باكستان                  | فرقة التصدي الباكستانية للطوارئ المعلوماتية                 | |              |                                                  |
| بابوا غينيا الجديدة      | فرقة تصدي بابوا غينيا الجديدة للطوارئ المعلوماتية           | |              |                                                  |
| الفلبين                  | فرقة التصدي الفلبينية للطوارئ المعلوماتية                   | جزء من مركز الأمن السيبراني الفلبيني، وهي منظمة غير ربحية رائدة في الفلبين تأسست عام 2016 |              |                                                  |
| بولندا                   | فرقة التصدي البولندية للطوارئ المعلوماتية                   | |              | نعم                                              |
| البرتغال                 | فرقة التصدي البرتغالية للطوارئ المعلوماتية                  | جزء من المركز الوطني البرتغالي للأمن السيبراني |              | نعم                                              |
| قطر                      | فرقة التصدي القطرية للطوارئ المعلوماتية                     | |              | نعم                                              |
| جمهورية أيرلندا          | مركز الأمن السيبراني الأيرلندي والتصدي للطوارئ المعلوماتية  | |              |                                                  |
| رومانيا                  | فرقة التصدي الرومانية للطوارئ المعلوماتية                   | جزء من المركز الوطني الروماني للأمن السيبراني |              |                                                  |
| روسيا                    | فرقة التصدي الحكومية للطوارئ المعلوماتية                    | |              |                                                  |
| روسيا                    | فرقة التصدي الروسية للطوارئ المعلوماتية                     | |              | نعم                                              |
| روسيا                    | فرقة تصدي جي آي بي للطوارئ المعلوماتية                      | |              |                                                  |
| روسيا                    | فرقة بي آي زون للتصدي للطوارئ المعلوماتية                   | |              |                                                  |
| روسيا                    | فرقة للتصدي للطوارئ المعلوماتية في القطاع المالي            | قسم خاص تابع لبنك روسيا |              | نعم                                              |
| روسيا                    | فرقة تصدي كاسبرسكاي للأمن السيبراني للطوارئ المعلوماتية     | |              |                                                  |
| روسيا                    | مركز التنسيق الوطني للأمن السيبراني                         | |              |                                                  |
| السعودية                 | فرقة التصدي السعودية للطوارئ المعلوماتية                    | تابعة للمركز السعودي للأمن السيبراني، والذي يقوم بثلاث مهام رئيسية، وهي: زيادة مستوى المعرفة والوعي فيما يتعلق بالأمن السيبراني، ونشر المعلومات حول الثغرات والحملات، والتعاون مع فرق الاستجابة الأخرى. يخدم المركز السعودي للأمن السيبراني مختلف الجهات المعنية في الدولة، بما في ذلك أفراد الأعمال والهيئات الحكومية. والخدمات الاستباقية والتفاعلية. |              | نعم                                              |
| صربيا                    | فرقة التصدي الصربية للطوارئ المعلوماتية                     | فرقة التصدي الوطنية للطوارئ المعلوماتية في صربيا |              | نعم                                              |
| صربيا                    | مركز التصدي الصربي لهجمات أنظمة المعلومات                   | |              | نعم                                              |
| سنغافورة                 | فرقة التصدي السنغافورية للطوارئ المعلوماتية                 | فرقة التصدي للطوارئ المعلوماتية والأمن السيبراني في سنغافورة |              | نعم                                              |
| سلوفاكيا                 | فرقة التصدي السلوفاكية للطوارئ المعلوماتية                  | تابعة للوحدة الوطنية السلوفاكية للأمن السيبراني |              | نعم                                              |
| سلوفينيا                 | فرقة التصدي السلوفينية للطوارئ المعلوماتية                  | تابعة للشبكة الأكاديمية والبحثية في سلوفينيا |              | نعم                                              |
| سلوفينيا                 | فرقة تصدي الحكومة السلوفينية للطوارئ المعلوماتية            | تأسست خصيصا لحماية أمن المعلومات في القطاع الحكومي في سلوفينيا |              |                                                  |
| جنوب أفريقيا             | فرقة التصدي الجنوب أفريقية للطوارئ المعلوماتية              | جزء من مركز الأمن السيبراني التابع لوزارة الاتصالات والخدمات البريدية في جنوب أفريقيا |              |                                                  |
| كوريا الجنوبية           | مركز تنسيق فرقة التصدي الكورية الجنوبية للطوارئ المعلوماتية | |              | نعم                                              |
| إسبانيا                  | فرقة التصدي الإسبانية للطوارئ المعلوماتية                   | تابعة للمركز الوطني للتشفير في إسبانيا |              | نعم                                              |
| سريلانكا                 | فرقة التصدي السريلانكية للطوارئ المعلوماتية                 | تابعة لمركز تنسيق فرقة التصدي للطوارئ المعلوماتية في سريلانكا |              | نعم                                              |
| السويد                   | فرقة التصدي السويدية للطوارئ المعلوماتية                    | |              | نعم                                              |
| سويسرا                   | فرقة التصدي الحكومية السويسرية للطوارئ المعلوماتية          | جزء من المركز السويسري لإعداد التقارير والتحليل لضمان المعلومات. |              | نعم                                              |
| تايوان                   | مركز تنسيق فرقة التصدي التايوانية للطوارئ المعلوماتية       | |              | نعم                                              |
| تايلاند                  | فرقة التصدي التايلاندية للطوارئ المعلوماتية                 | |              | نعم                                              |
| توغو                     | فرقة تصدي توغو للطوارئ المعلوماتية                          | فرقة التصدي للطوارئ المعلوماتية في توغو |              | نعم                                              |
| تونغا                    | فرقة تصدي تونغا للطوارئ المعلوماتية                         | |              |                                                  |
| تركيا                    | فرقة التصدي للطوارئ المعلوماتية التركية                     | |              | نعم                                              |
| أوكرانيا                 | مجموعة الأمن السيبراني                                      | |              | نعم                                              |
| أوكرانيا                 | فرقة التصدي الأوكرانية للطوارئ المعلوماتية                  | فرقة التصدي للطوارئ المعلوماتية في أوكرانيا |              | نعم                                              |
| الإمارات العربية المتحدة | فرقة التصدي الإماراتية للطوارئ المعلوماتية                  | فرقة التصدي للطوارئ المعلوماتية في الإمارات العربية المتحدة |              | نعم                                              |
| أوغندا                   | فرقة التصدي للطوارئ المعلوماتية الأوغندية                   | فرقة التصدي الوطنية للطوارئ المعلوماتية في أوغندا |              | نعم                                              |
| المملكة المتحدة          | المركز القومي للأمن السيبراني                               | تابع لحكومة المملكة المتحدة |              | نعم                                              |
| الولايات المتحدة         | وكالة الأمن السيبراني وأمن البنية التحتية                   | تابع لوزارة الأمن الداخلي للولايات المتحدة الأمريكية |              | نعم                                              |
| الولايات المتحدة         | مركز تنسيق فرقة التصدي للطوارئ المعلوماتية                  | أنشئ بدعم من وكالة مشاريع أبحاث الدفاع المتقدمة ويديره معهد هندسة البرمجيات في جامعة كارنيجي ميلون |              | نعم                                              |
| أوزبكستان                | فرقة التصدي للطوارئ المعلوماتية الأوزباكستانية              | فرقة التصدي للطوارئ المعلوماتية في أوزبكستان |              |                                                  |
| فيتنام                   | فرقة التصدي للطوارئ المعلوماتية الفيتنامية                  | فرقة التصدي للطوارئ المعلوماتية في فيتنام |              | نعم                                              |